# Gerhard Gottsberger

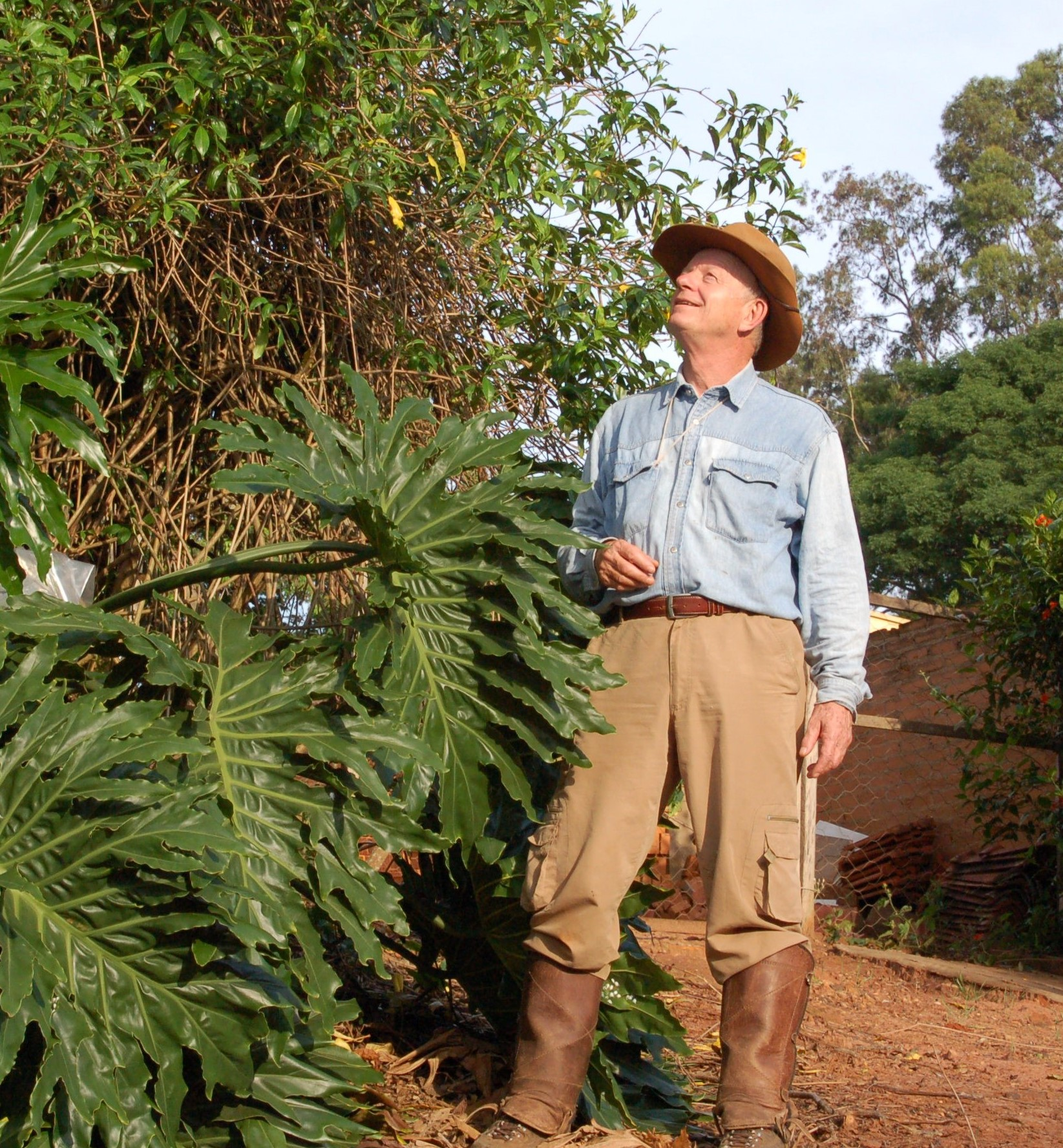
Gerhard Gottsberger, 2014

Gerhard Karl Gottsberger (* 30. Dezember 1940 in Judenburg, Steiermark) ist ein österreichischer Biologe.

## Leben
Gerhard Gottsberger studierte von 1959 bis 1966 an der Universität Graz das Fach Biologie mit den Schwerpunkten Botanik, Zoologie und Organische Chemie. Er promovierte 1966 zum Doktor der Philosophie.
Gottsberger erhielt ein Gaststipendium der Universität São Paulo und Stipendien des Conselho Nacional de Pesquisas ab August 1966 am Instituto de Botânica in São Paulo, Brasilien. Im Jahr 1968 wurde er Professor für Botanik in Botucatu, Staat São Paulo. Er leitete das Botanische Department der Universität Botucatu während zweier Amtsperioden (1970–1972 und 1973–1974), sowie den Botanischen Gartens von 1977–1979. Von Juli 1981 bis Februar 1983 war er Professor an der Universidade Federal in São Luís, Staat Maranhão. Ab 1980 hatte er eine permanente Gastprofessur und Mitgliedschaft am Instituto Nacional de Pesquisas da Amazonia und der Universidade Federal da Amazonia in Manaus (Staat Amazonas).
Im Jahr 1983 wurde Gottsberger Professur für Systematische Botanik an der Universität Gießen, mit Leitung des Botanischen Gartens. Ab Oktober 1991 war er Geschäftsführender Institutsdirektor. Von September 1993 bis März 2006 war er Leiter der Abteilung Systematische Botanik und Ökologie und des Botanischen Gartens (ehrenamtlich bis 2008), sowie des Herbariums der Universität Ulm.
Nach seiner Emeritierung setzte Gottsberger seine Forschungen fort. Seine Frau Ilse Silberbauer-Gottsberger (* 1940) ist ebenfalls als Biologin aktiv. Gemeinsam haben sie drei Kinder.

## Forschung
Gottsbergers Forschungsschwerpunkte sind Systematik, Biologie und Ökologie der Schleimpilze (Myxomyceten) und die in den Tropen noch weitgehend ungeklärte Blüten- und Reproduktionsbiologie von Angiospermen (Blütenpflanzen). Besonders interessant sind für ihn die Zusammenhänge von Botanik, Zoologie und Ökologie mit Paläontologie, Geologie und Klima, die beispielsweise in den Büchern über den brasilianischen Cerrado ausgearbeitet wurden und dadurch die Existenz und das Funktionieren von Lebensräumen (Biomen) überhaupt erst verständlich machen.
Ein weiterer Schwerpunkt seiner Forschungsaktivitäten sind die altertümlichen, sogenannten „basalen Blütenpflanzen“, vor allem ihre Bestäubungs- und Samenausbreitungsbiologie. Wenn man die heutigen Nachkommen der altertümlichen Pflanzenvertreter besser versteht, kann man durch Vergleiche mit Fossilien und dem Wissen über das Paläoklima und den paläologischen Veränderungen teilweise Rückschlüsse über das Aussehen und das Leben der vor 140 Millionen Jahren entstandenen Vorfahren ziehen.
Die Entwicklung des Baumkronen Zugang-Systems COPAS (Canopy Operation Permanent Access System) und seine Etablierung im Bergland von Französisch-Guayana wurde in einer gemeinsamen internationalen Anstrengung von der Körber-Stiftung, dem französischen CNRS, der Universität Ulm, der EU, der Regierung von Baden-Württemberg u. a. finanziert und unter der Federführung von Gottsberger und der gemeinsamen Anstrengung zahlreicher Kollegen aus Frankreich, den Niederlanden und Deutschland umgesetzt. COPAS ist ein neuartiges seilbahnähnliches Gerät zur Erforschung der Baumkronen tropischer Wälder.

## Werke (Auswahl)

### Bücher
Mit Ilse Silberbauer-Gottsberger:
- Life in the Cerrado: a South American Tropical Seasonal Ecosystem. Origin, Structure, Dynamics and Plant Use. Band 1, 2006, ISBN 3-00-017928-3.
- Life in the Cerrado: a South American Tropical Seasonal Ecosystem. Pollination and Seed Dispersal. Band 2, 2006, ISBN 3-00-017929-1.
- The Evolution of Entomophily and Diaspore Dispersal in Seed Plants, the Reproductive Biology of Basal Angiosperms, and the Development of Beetle Pollination in Gymnosperms and Angiosperms. 2025, ISBN 978-3-384-57342-1.
- Mit Küchmeister, H./ Silberbauer-Gottsberger, I.: Flowering, pollination, nectar standing crop, and nectaries of Euterpe precatoria (Arecaceae), an Amazonian rain forest palm. In: Plant Syst. Evol. 206: 71-97, 1997
- Mit Witt, T., (et al): Nectar dynamics and sugar composition in flowers of Silene and Saponaria species (Caryophyllaceae). In: Plant Biology 1: 334-345, 1999
- Mit Westerkamp, C.: Diversity pays in crop pollination. In: Crop Science 40: 1209-1222, 2000
- Mit Luzar, N.: Flower heliotropism and floral heating of five Alpine plant species and the effect on flower visiting in Ranunculus montanus, in the Austrian Alps. In: Arctic, Antarctic, and Alpine Research 33: 93-99, 2001
- Mit Mayer, E.: Die Auswirkung von Ameisen auf den Reproduktionserfolg des Quendelblättrigen Sandkrautes (Arenaria serpyllifolia, Caryophyllaceae). In: Bot. Jahrb. Syst. 124: 31-47, 2002
- Mit Dziedzioch, C./ Stevens, A.-D.: The hummingbird-plant community of a tropical mountain rainforest in southern Ecuador. In: Plant Biology 5: 331-337, 2003
- Mit Bopp, S.: Importance of Silene latifolia ssp. alba and S. dioica (Caryophyllaceae) as host plants of the parasitic pollinator Hadena bicruris (Lepidoptera, Noctuidae). In: Oikos 105: 221-228, 2004
- Mit Daniels, H./ Fiedler, K.: Nutrient composition of larval nectar secretions from three species of myrmecophilous butterflies. In: Journal of Chemical Ecology 31: 2805-2821, 2005
- Mit Silberbauer-Gottsberger, I.: Tropical Savannas. Introduction. In: Del-Claro K., Oliveira, P.S., Rico-Gray, V. et al. (eds.), Tropical Biology and Natural Resources: Tropical Savannas. In Encyclopedia of Life Support Systems (EOLSS), Developed under the Auspices of the UNESCO, Eolss Publishers, Oxford, 2007
- Mit Schessl, M. und Da Silva, W.L.: Effects of fragmentation on forest structure and litter dynamics in Atlantic rainforest in Pernambuco, Brazil. In: Flora 203: 215-228, 2008
- Mit Amela García, M.T.: Composition of the floral nectar of different subgenera of Argentinian Passiflora species. In: Plant Syst. Evol. 283:133-147, 2009
- Mit Seymour, R.S./ Silberbauer-Gottsberger, I.: Respiration and temperature patterns in thermogenic flowers of Magnolia ovata under natural conditions in Brazil. In: Functional Plant Biology 37: 870-878, 2010
- Mit Meinke, S./ Porembski, S.: First records of flower biology and pollination in African Annonaceae: Isolona, Piptostigma, Uvariodendron, Monodora and Uvariopsis. In: Flora 206: 498-510, 2011
- How diverse are Annonaceae with regard to pollination? In: Chatrou, L.W., Erkens, R.H.J., Richardson, J.E., Saunders, R.M.K., Fay, M.F. (eds.), The Natural History of Annonaceae. Botanical Journal of the Linnean Society 169 (Number 1): 245-261, 2012
- Mit Witt, T./ Jürgens, A.: Nectar sugar composition of European Caryophylloideae (Caryophyllaceae) in relation to flower length, pollination biology and phylogeny. In: Journal of Evolutionary Biology 26: 2244-2259. 2013
- Evolutionary steps in the reproductive biology of Annonaceae. In: Revista Brasileira de Fruticultura 36: 32-43, 2014
- Mit Webber, A.C.: Floral biology and pollination in Guatteria. In: Maas, P.J.M., Westra, L.Y.T., Guerrero, S.A., Lobão, A.Q., Scharf, U., Zamorra, N.A., Erkens, R.H.J., Confronting a morphological nightmare: revision of the Neotropical genus Guatteria (Annonaceae). Blumea: 13-15, 2015
- The reproductive biology of the early-divergent genus Anaxagorea (Annonaceae), and its significance for the evolutionary development of the family. In: Acta Botanica Brasilica 30: 313-325, 2016
- Canopy Operation Permanent Access System: a novel tool for working in the canopy of tropical forests: history, development, technology and perspectives. In: Trees 31: 791-812, 2017
- How far are pollination and seed dispersal modes in cerrado correlated with the stratification of the vegetation? Quantitative studies in a cerrado sensu stricto woodland in southeastern Brazil, and a comparison with Neotropical forests. In: Acta Botanica Brasilica 32: 434-445, 2018
- Mit Silberbauer-Gottsberger, I. und Ehrendorfer, F.: The genus Tocoyena (Rubiaceae): Revisiting the T. formosa-complex and description of a new endemic species from the cerrado vegetation in Mato Grosso. doi:10.1127/pde/2019/0132-0088, 2019
- Corona Alltag: Die Pandemie, ein Planet und wir. In: Austria Presse Agentur (APA), 2020
- Mit Gottsberger B. (et al.): Imitation of fermenting fruits in beetle-pollinated Calycanthus occidentalis (Calycanthaceae). In: Flora 274, 2021

>

## Auszeichnung
Körber-Preis für die Europäische Wissenschaft